# 谷口節
谷口 節（たにぐち たかし、1947年7月5日 - 2012年12月27日）は、日本の男性声優。北海道出身。大沢事務所に所属していた。

## 経歴
テレビタレントセンター、黒沢良事務所を経て、大沢事務所に所属していた。

### 生い立ち
幼少期は恥ずかしがり屋で、シャイで、人見知りな子供だった。
北海道で育った家の隣が東映系の映画館であり、その頃は毎週週替わりで美空ひばり、大川橋蔵、中村錦之助達の映画を3本立てで見ていた。そういった洋画を含めた映画がものすごく好きで、このことが後に「洋画の吹き替えをやりたいという大きな動機になったのかな」と思っていたという。
大学時代までスポーツをしており、小学校から高校時代までは野球、大学時代はフェンシングと、芝居とは関係のない生活をしていた。
専修大学卒業後、大手の商品取引会社の経理部に就職する。

### キャリア
1974年、ある新聞のコラム見ていた黒沢良の声優教室に応募し、アテレコ第1期生となる。そこで1年近くトレーニングをした後にスタジオに入り、軍隊ものでデビュー。
デビューしてから3年ほど活動するも、芝居がうまくいかなかったため、非常に悩んでいた。1977年（昭和52年）頃には竹内敏晴の演劇研究所でもトレーニングを受けた。そこで初めて、演劇の想像力にあふれるセリフに取り組むことができるようになった。その後は「洋画の吹き替えは楽しいな」とを感じることができたという。

### 死去
2012年12月27日、都内で自転車に乗っている最中に体調を崩して卒倒し、搬送先の病院で死亡が確認された。65歳没。

## 人物
鍼灸師の資格を持つ。特技はフェンシング。趣味は野球。

### 特色
声種は「張りのあるバリトン」。洋画の吹き替えで活躍し、主にトム・ベレンジャーを担当していた。
硬質な感じの落ち着いた声であり、アニメ、実写番組を通じてナレーター役が多かった。アクションにあふれる役柄が多かったが、向こうの役者以上に声を画面から飛び出せるように、自分が表現できたというのは嬉しいと語る。
キャラクターへのアプローチについては、まず映像を見て感覚的につかみ取っていくほうが多く、「あまりこれがどうである」、「その映像の役者あるいはアニメの主人公がどういうことを思っているのか」、「どういうアクションをしたいのか」、「どういうような方向でこれから動きたいのか」ということをメインに考えていた。ビデオテープをリハーサル用に貸してもらい、台本をチェックしながらしていた時、完璧にはその役柄をつくり上げないようにしていた。練習でつくり上げてしまうと、本番で共演していた相手のセリフが聞こえなくなってしまう可能性があること、「キャラクターってできてくるのではないかな」と思っていたため、相手のセリフを聞いてから、キャラクター作りをしていた。「自分で頑としたものを作り上げていくと、本番で変えようがない」といい、「フレキシブルなところを残しておいて、本番でなるべく揺れるというか、ガチガチの主人公をつくらないようにしたいな」とも思っていたという。
演劇のトレーニングをするようになってからあまり自分の声を聞かなくなり、ナレーションもしていたことから想像力や対象に意識が向くと自分の声はあまり聞こえなくなっていた。ナレーションの時に、なるべく耳に返りをもらわないで、自分の声をあまりフィードバックしないようにしていた。「演劇も、芝居も、洋画の吹き替えのときも、フィードバックをなるべくしない」、「終わったことは終わったこと」、「先へ進む」というふうに、舞台のような感じで取り組んでいた。発声については、「開いたのど」を意識しており、横隔膜を的確に使い、深い呼吸を教えていた。滝沢修は、「俳優はかかとから声が出なければならない」と述べており、それで谷口は「いや、とてもとてもそんな、かかとからなんて声は出ませんけれども、おなかから響く声を、開いた声が出るように」ということは心がけていたという。

### 出演作について
印象的に残っている役については『バック・トゥ・ザ・フューチャーシリーズ』のビフ・タネン役、これまで演じてきた役の中で、印象に残っていた好きなセリフについては『スタートレック:エンタープライズ』のアーチャー船長役の第1話のセリフを挙げていた。
『ONE PIECE』では、モンブラン・クリケット役を演じていたが、非常に反響が大きく皆は非常に喜んでおり、事務所にも手紙が来ており、ファンから喜びの声のハガキをもらったりしていたという。
BOSSのCMシリーズのひとつである、宇宙人ジョーンズの地球調査シリーズでトミー・リー・ジョーンズの声を担当。谷口の起用はジョーンズ本人から「僕の吹き替えはMr.谷口にしてくれ」と直々に指名されたことが理由だったとされている。『メン・イン・ブラック3』ではジョーンズとジョシュ・ブローリンが現在と過去のエージェントKをそれぞれ演じたが、吹き替え版ではどちらも谷口が担当していた。

## 出演
太字はメインキャラクター。

### テレビアニメ
1974年
- 新造人間キャシャーン（市民A）

1977年
- ルパン三世 (TV第2シリーズ)（1977年 - 1979年）

1978年
- 新エースをねらえ!
- 無敵鋼人ダイターン3（ソルジャー）

1979年
- ベルサイユのばら（貴族）

1981年
- ブレーメン4 地獄の中の天使たち（リーダー）

1982年
- 魔法のプリンセス ミンキーモモ（ジャック）

1985年
- 忍者戦士飛影（ドッグ・タック、ナレーション）

1988年
- それいけ!アンパンマン（スグダスマン〈初代〉）

1990年
- ルパン三世 ヘミングウェイ・ペーパーの謎（リベラ）

1992年
- ルパン三世 ロシアより愛をこめて（ナレーター）

1994年
- 幽☆遊☆白書（時雨）

1995年
- ストリートファイターII V（ケンの父〈2代目〉）
- NINKU -忍空-（コウチン、男）

1998年
- serial experiments lain（ナレーター）
- Bビーダマン爆外伝（せんむボン）
- MASTERキートン（アラン）

1999年
- 課長王子（沢空部長）
- 日本一の男の魂（藤森大蔵、師匠、山田三平、古谷亀丸 他） - 2シリーズ
- 名探偵コナン（1999年 - 2000年、加越利則、田原利明）

2000年
- 幻想魔伝 最遊記（隊長）

2001年
- ノワール（イズティン）
- HELLSING（ハリー・アンダース）

2002年
- 真・女神転生Dチルドレン ライト&ダーク（フンババ）
- ぱにょぱにょデ・ジ・キャラット（悪徳政治家）
- 陸上防衛隊まおちゃん（アーダルベルト・フォン・丸山）

2003年
- E'S OTHERWISE（ギベリーニ）
- ONE PIECE（2003年 - 2010年、モンブラン・クリケット）

2004年
- アガサ・クリスティーの名探偵ポワロとマープル（ロジャー・ブライアント）
- MONSTER（ジーベル）
- 焼きたて!!ジャぱん（橋口隆死）

2005年
- 戦国英雄伝説 新釈 眞田十勇士 The Animation（眞田安房守昌幸）
- トリニティ・ブラッド（アルフォンソ・デステ）
- フルメタル・パニック! The Second Raid（アラストル）

2006年
- ハチミツとクローバーII（フロイド）

2007年
- デルトラクエスト（ナレーション、トット、ファーディーブ / 番人、宝石の解説）
- ぼくらの（古茂田孝一）
- ロケットガール（宮本教授）

2008年
- ゴルゴ13（ルウ・アダムス）
- テイルズ オブ ジ アビス（インゴベルト）
- 乃木坂春香の秘密（シュート父）

2009年
- ウチュレイ!（ナレーション、解説、店のお客さん）
- 蒼天航路（程昱）
- 乃木坂春香の秘密 ぴゅあれっつぁ♪（シュート父）

2011年
- 聖痕のクェイサーII（所長）
- 魔乳秘剣帖（親分）
- よんでますよ、アザゼルさん。（主）

2012年
- 夏目友人帳 肆（老人）
- LUPIN the Third -峰不二子という女-（シトト・チャンドラ）

### 劇場アニメ
- 名探偵コナン 14番目の標的（1998年、辻弘樹[22]）
- テイルズ オブ ヴェスペリア 〜The First Strike〜（2009年、ナイレン・フェドロック）
- 劇場版 機動戦士ガンダム00 -A wakening of the Trailblazer-（2010年、防衛長官[23]）

### OVA
1991年
- 銀河英雄伝説（オーデッツ）

1995年
- 無責任艦長タイラー（ヤマシタ）

1999年
- Weiß kreuz（パウエル）
- 太陽の船 ソルビアンカ（支配人）

2007年
- 最遊記RELOAD -burial-（剛内三蔵）

2010年
- 聖痕のクェイサー 女帝の肖像（所長）
- ONE PIECE FILM STRONG WORLD EPISODE:0（モンブラン・クリケット）

2011年
- SUPERNATURAL: THE ANIMATION（ボビー・シンガー）

2012年
- HELLSING X（間久部機関長）

### ゲーム
1995年
- 幽☆遊☆白書FINAL 魔界最強列伝（時雨）

1997年
- VIRUS（物知りじいさん）

1998年
- RIVEN THE SEQUEL TO MYST（ゲーン）

1999年
- Civilization: Call to Power（CTP）

2001年
- ゴエモン 新世代襲名!（ベンケイ）

2002年
- スター・ウォーズ ローグ スコードロン II（クリックス・メイディーン）

2003年
- ANUBIS ZONE OF THE ENDERS（無敵艦隊艦長）
- スター・ウォーズ ローグ スコードロン III（クリックス・メイディーン）
- ONE PIECE グランドバトル! 3（モンブラン・クリケット）

2005年
- スプリンターセル カオスセオリー（モリス・オーデル）
- FRONT MISSION5 Scars of the War（ヘクター・レイノルズ）
- 幽☆遊☆白書FOREVER（時雨）

2010年
- ザ・サード バースデイ（ハイド・ボーア）
- ゼノブレイド（ザンザ、アガレス）

2011年
- inFAMOUS 2（ラロッシュ）

2012年
- アサシン クリード III レディ リバティ（フィリップ・オリヴィエ・ド・グランプレ）
- スーパーロボット大戦OGサーガ 魔装機神 THE LORD OF ELEMENTAL（グレイブ・ゾラウシャルド）※PSP版

2013年
- スーパーロボット大戦UX（ドッグ・タック）
- ドラゴンズクラウン（ゲームマスター）

2020年
- ゼノブレイド ディフィニティブ・エディション（ザンザ、アガレス）※リマスター版

### 吹き替え

#### 担当俳優
ウィリアム・サドラー
- いけにえ（アイヴァン・ライス）
- ザ・パシフィック（ルイス・“チェスティ”・ブラー中佐）
- デーモン・ナイト（フランク・ブレイカー）
- バニシング・ヒート/カリブ燃える捜査線（サム・グレイス）※テレビ東京版
- ハリウッドの悪夢 怪奇と幻想の招待状（タルボット）

ウィル・パットン
- 追いつめられて（スコット・プリチャード）※テレビ東京版
- 60セカンズ（アトレー・ジャクソン）※ソフト版
- フォーリング スカイズ（ウィーヴァー隊長）※シーズン1のみ

エリック・ロバーツ
- 帝王伝説（アレックス・グラディ）
- 冷血（ペリー・スミス）
- クリミナル・マインド 特命捜査班レッドセル（アーマス）

クリストファー・ランバート
- 美しき獲物（ピーター・サンダーソン）
- ネバー・セイ・ダイ（トニー・エクハート）
- ハイランダーシリーズ（コナー・マクラウド）
  - ハイランダー2 甦る戦士 ※ソフト版
  - ハイランダー3/超戦士大決戦
  - ハイランダー/最終戦士

- フォートレス（ジョン・ヘンリー・ブレニック）※VHS版

ジェームズ・カーン
- エル・ドラド（ミシシッピー）※テレビ東京版
- ゴッドファーザー（サンティノ・“ソニー”・コルレオーネ）※ソフト版
- ゴッドファーザー PART II（サンティノ・“ソニー”・コルレオーネ）※ソフト版

ジェームズ・レマー
- ウェドロック（サム）※VHS版
- プライベート・プラクティス4（ギビー）
- ワイルド・スピードX2（マーカム捜査官）※テレビ朝日版

ジェフ・ゴールドブラム
- 9か月（ショーン・フレッチャー）
- ザ・フライ2 二世誕生（セス・ブランドル）※テレビ朝日版
- バカルー・バンザイの8次元ギャラクシー（ニュージャージー）
- ミスターフロスト（ミスター・フロスト）

スコット・バクラ
- スーパー・タッチダウン（ポール・ブレイク）
- スター・トレック エンタープライズ（ジョナサン・アーチャー）
- CHUCK/チャック（ステファン・バトウスキー）
- ネットフォース（アレックス・マイケルズ）※ソフト版

ダスティン・ホフマン
- 主人公は僕だった（ジュールズ・ヒルバート教授）
- パフューム ある人殺しの物語（ジュゼッペ・バルディーニ）
- ビリー・バスゲイト（ダッチ・シュルツ）

トーマス・F・ウィルソン
- バック・トゥ・ザ・フューチャーシリーズ（ビフ・タネン）※ソフト版
  - バック・トゥ・ザ・フューチャー
  - バック・トゥ・ザ・フューチャー PART2（グリフ・タネン）
  - バック・トゥ・ザ・フューチャー PART3（ビュフォード・“マッド・ドッグ”・タネン）
  - バック・トゥ・ザ・フューチャー・ザ・ライド（ビフ・タネン）

- バットマン（アンソニー・“トニー”・ズーコ）

トミー・リー・ジョーンズ
- キャプテン・アメリカ/ザ・ファースト・アベンジャー（チェスター・フィリップス大佐）
- 告発のとき（ハンク・ディアフィールド）
- サントリーボスCM（宇宙人ジョーンズ）※2006年 - 2013年1月
- メン・イン・ブラック3（エージェントK）

トム・ベレンジャー
- インセプション（ロバート・ブラウニング）※テレビ朝日版
- エアブレイク（レッド・ライン）
- 影なき男（ジョナサン・ノックス）
- コンフェッション（クリフォード・デュボース）
- D-TOX（ハンク）※ソフト版
- デッド・リミット（バック・スウェイン将軍）
- 背信の日々（ゲイリー・シモンズ）
- プラトーン（ボブ・バーンズ2等軍曹）※ソフト版
- 山猫は眠らない2 狙撃手の掟（トーマス・ベケット）※テレビ東京版
- 山猫は眠らない3 決別の照準（トーマス・ベケット）※テレビ東京版

ブルース・グリーンウッド
- デジャヴ（ジャック・マククレディ）
- ナショナル・トレジャー リンカーン暗殺者の日記（アメリカ合衆国大統領）
- 南極物語（デイヴィス・マクラーレン博士）

マイケル・アイアンサイド
- エクストリーマーズ（ベイカー）
- フリー・ウィリー（ダイアル）※テレビ朝日版
- メタル・イーグル（ビリー・ナイルズ）

リーアム・ニーソン
- 死にゆく者への祈り（リーアム・ドチェッティ）
- スリーデイズ（デイモン・ペニントン）
- プランケット城への招待状（マーティン・ブロガン）

ロバート・パトリック
- 精神病棟（ニック）
- パラサイト（ジョー・ウィリス）※フジテレビ版
- ファイヤーウォール（ゲイリー・ミッチェル）※テレビ朝日版

#### 映画
- アート・オブ・ウォー（チャン〈ケイリー＝ヒロユキ・タガワ〉）※テレビ東京版
- アーネスト、監獄に行く!（ルービン・バートレット）
- アイデンティティー（テイラー判事〈ホームズ・オズボーン〉）※テレビ東京版
- アイ・ラブ・トラブル（ピーター・ブラケット〈ニック・ノルティ〉）
- アウトロー・ポリス/傷だらけのバッジ（ボー・ジャック・ボウマン〈ミゲル・フェラー〉）
- 青い目撃者（レオナルド・ウォルコット）
- 悪魔を憐れむ歌（エドガー・リース〈イライアス・コティーズ〉）※フジテレビ版
- アダプテーション（ジョン・ラロシュ〈クリス・クーパー〉）
- あなただけ今晩は（カサブランカ・チャーリー）※TBS版
- アバランチ/雪崩（ブライアン・ケンプ〈マイケル・グロス〉）※ソフト版
- アパルーサの決闘（リング・シェルトン〈ランス・ヘンリクセン〉）
- アマゾネス・プリズン（フロレス〈ロナルド・ルッソ〉）※テレビ東京版
- アミスタッド（ジョン・C・カルフーン議員〈アーリス・ハワード〉）
- アレックス（テニア〈ジョー・プレスティア〉）
- 暗殺者（ニコライ・タシュリンコフ）※テレビ朝日版
- アンダーワールド（フランク〈ジョー・マンテーニャ〉）
- アンタッチャブル（ジョージ〈ブラッド・サリヴァン〉）※フジテレビ版
- unknown/アンノウン（スネークスキン〈ピーター・ストーメア〉）
- イージー・マネー/一獲千金（ニッキー〈ジョー・ペシ〉）※テレビ東京版
- 怒りの街 ニューヨーク（テリー〈ロバート・ユーリック〉）※テレビ版
- イノセント・ボイス 12歳の戦場（司祭）
- イレイザー（ジェームズ・ハガーティ〈パトリック・キルパトリック〉）※日本テレビ版
- イントルーダー 怒りの翼（ジェイク・グラフトン大尉〈ブラッド・ジョンソン〉）※フジテレビ版
- インナースペース（タック・ペンドルトン〈デニス・クエイド〉）※TBS版
- インパクト・ゼロ（ネモ船長〈ショーン・ローラー〉）
- インビジブル2（ウィリアム・ライズナー博士〈デヴィッド・マキルレース〉）
- ヴァージン・フライト（リチャード〈ケネス・ブラナー〉）
- ヴァイラス（ブラム・ウォーカー〈クリス・マルケイ〉）
- ウィロー（マッドマーティガン〈ヴァル・キルマー〉）※ソフト版
- エアフォース・ワン（ギブス捜査官〈ザンダー・バークレー〉[28]）※日本テレビ版
- エイリアン・ネイションシリーズ（マシュー・サイクス刑事）
  - エイリアン・ネイション2
  - エイリアン・ネイション3
  - エイリアン・ネイション4
- エクソシスト3（アトキンス刑事〈グランド・L・ブッシュ〉）※VHS版
- X-ファイル:真実を求めて（誘拐犯〈カラム・キース・レニー〉）※ソフト版
- エニイ・ギブン・サンデー（ハーヴェイ・マンドレイク〈ジェームズ・ウッズ〉）※ソフト版
- F/X2 イリュージョンの逆転（ラド〈ジョン・ウォルシュ〉、監督〈リーランド・クルック〉）※VHS版
- エンジェル・コマンド（ミカル〈チャック・ワグナー〉）※テレビ東京版
- オーバー・ザ・トップ（アナウンサー）※TBS版
- オー・ブラザー!（ビッグ・ダン・ティーグ〈ジョン・グッドマン〉）
- 追いつめられて（暗殺者〈マーシャル・ベル〉）※テレビ朝日版
- 黄金作戦 追いつ追われつ（サム・トリンブル〈ハリー・ガーディノ〉）
- オセロ（ロデリゴ）
- おつむて・ん・て・ん・クリニック（レオ・マーヴィン〈リチャード・ドレイファス〉）
- 俺たちフィギュアスケーター（解説者）
- 女相続人（アーサー・タウンゼント〈ポール・リーズ〉）
- 片腕のヒーロー・大リーグへの道（ピート・グレイ〈キース・キャラダイン〉）※テレビ朝日版
- 合衆国壊滅II 再襲来!M10.5（アール・ヒル博士〈フランク・ランジェラ〉）
- カフス!（ケイン〈レオン・リッピー〉）
- カリフォルニア〜ジェンマの復讐の用心棒
- カンガルー・ジャック（ミスター・スミス〈マートン・チョーカシュ〉）
- ガントレット（救急隊員）
- キックボクサー（フレディ・リー）
- 君のためなら千回でも（ババ）
- C.A.T.スクワッド/対武装テロ襲撃班 悪夢の暗殺ウルフ（バド・レインズ〈スティーヴ・ジェームズ〉）
- C.A.T.スクワッド/対武装テロ襲撃班 ハイテク要塞コマンドー指令（バド・レインズ〈スティーヴ・ジェームズ〉）
- キャット・チェイサー（ナレーター〈レニ・サントーニ〉）
- キャット・ピープル（ビル）※テレビ朝日版
- キャノンボール3 新しき挑戦者たち（ヴィック・デルビス）※TBS版
- 共犯者（キング〈クレイグ・シェイファー〉）
- 今日も僕は殺される（グレイ）
- クイーン・スパイダー（クレイン）
- クエスト（エドガー・ドブス卿〈ロジャー・ムーア〉）
- クラス・オブ・1999（ブライルズ〈パトリック・キルパトリック〉）※ソフト版
- クラッシュ・ダイブ 急速潜航（マーフィ機関長〈ジェイ・アコヴォーン〉）※フジテレビ版
- クラッシュ・ダイブ II 沈黙の潜水艦（ペトロフ〈ジェームズ・ホラン〉）※フジテレビ版
- グラマー・エンジェル危機一発（ロメロ）
- クリスチーナの館（ジェームズ〈ジョン・サヴェージ〉）
- クリスティーン（バディ・レッパートン）※テレビ朝日版
- クリフハンガー（リチャード・トラヴァーズ〈レックス・リン〉[29]）※日本テレビ版
- グローリー（トーマス・シアーレス〈アンドレ・ブラウアー〉）※ソフト版
- 黒馬物語（ジルヴェーズ・コルディコット）※VHS版
- クロノス（ヘスス〈フェデリコ・ルッピ〉）
- 軍用列車（フェアチャイルド〈リチャード・クレンナ〉）※ソフト版
- K-9:はみだしコンビ大復活!（トマス・ドゥーリー〈ジェームズ・ベルーシ〉）
- 刑事ニコ/法の死角（ニコ・トスカーニ〈スティーヴン・セガール〉）※TBS版
- 激突!キョンシー小僧VS史上最強のカンフー悪魔軍団（大勇〈リュー・チャーフィー〉）
- 下宿人（チャンドラー・マニング〈アルフレッド・モリーナ〉）
- 月下の恋（デヴィッド・アッシュ〈エイダン・クイン〉）
- ゲッタウェイ（ルディ・トラヴィス〈マイケル・マドセン〉）※テレビ朝日版
- 拳王伝説 燃えよファイター（山口江十郎〈倉田保昭〉）
- ゴーストバスターズ2（ジャック・ハードメイヤー〈カート・フラー〉）※ソフト版
- ゴーストハンターズ（エディ・リー）
- GOAL!（ヘルマン・ムネス〈トニー・プラナ〉）
- 荒野の七人・真昼の決闘（シェリー・ドノヴァン）
- 告白（デズモンド・"デズ"・スペラシー〈ロバート・デ・ニーロ〉）
- ゴシカ（ダグラス・グレイ〈チャールズ・S・ダットン〉）
- GODZILLA（アレキサンダー・ヒックス大佐〈ケヴィン・ダン〉）※日本テレビ版[6]
- ゴッドファーザー PART III（ジョーイ・ザザ〈ジョー・マンテーニャ〉）※フジテレビ版
- この生命誰のもの（ジョン〈トーマス・カーター〉）
- 最高の恋人（トム〈ウィリアム・ハート〉）
- ザ・インターネット（ジャック・デヴリン〈ジェレミー・ノーサム〉）※ソフト版
- サウス・キャロライナ/愛と追憶の彼方（ハーバート・ウッドラフ〈ジェローン・クラッベ〉）
- ザ・キープ（カンプファー〈ガブリエル・バーン〉）
- 策謀のシナリオ（ヴィクター・ボイド〈エド・ローター〉）
- ザ・シークレット・サービス（ビル・ワッツ〈ゲイリー・コール〉）※ソフト版
- THE JUON/呪怨（ピーター・カーク〈ビル・プルマン〉）
- さすらいの航海（アーロン・ポズナー〈ポール・コスロ〉）
- ザ・デイ・アフター
- ザ・ドライバー（ティース）※テレビ朝日版
- サバイビング・ゲーム（ホーキンス〈ゲイリー・ビジー〉）
- ザ・フラッシュシリーズ（フーリオ・メンデス）※VHS版
  - ザ・フラッシュ
  - ザ・フラッシュ2
  - ザ・フラッシュ3
- ザ・ブリード（ダーレン・スローン）
- ザ・プレイヤー（ウォルター〈フレッド・ウォード〉）※テレビ朝日版
- ザ・ペーパー（ヘンリー・ハケット〈マイケル・キートン〉）
- ザ・メキシカン（バーニー・ネイマン〈ボブ・バラバン〉）※ソフト版
- サルバドル/遥かなる日々
- サロゲート（アンディ・ストーン〈ボリス・コジョー〉）
- 三銃士（ロシュフォール伯爵〈マイケル・ウィンコット〉）※テレビ朝日版
- 三銃士/王妃の首飾りとダ・ヴィンチの飛行船（ロシュフォール〈マッツ・ミケルセン〉）※テレビ朝日版
- G.I.ジェーン（マックス・パイロ教官〈ケヴィン・ゲイジ〉）※フジテレビ版
- シー・オブ・ラブ（テリー〈マイケル・ルーカー〉）※テレビ朝日版
- シークレット・サンシャイン（犯人）
- シーズ・ソー・ラヴリー（ジョーイ・ジアモンティ〈ジョン・トラボルタ〉）
- JM（シンジ〈デニス・アキヤマ〉）
- 地獄のエクスタミネーター（タブラック）
- 地獄の女スナイパー（バゼック〈ニコラ・デラーモ〉）
- 地獄の黙示録（ルーカス大佐〈ハリソン・フォード〉）※テレビ東京版
- 史上最大の作戦（ノーマン・コータ准将〈ロバート・ミッチャム〉）※テレビ東京版
- 6デイズ/7ナイツ（ジャガー〈テムエラ・モリソン〉）※フジテレビ版
- 死の接吻（ジャック・ゴールド〈アンソニー・ヒールド〉）
- 死の標的（チャールズ〈トム・ライト〉）※テレビ朝日版
- 死の氷壁（スコット）
- シャドーチェイサー/地獄の殺戮アンドロイド（ホワイトサイド）
- ジャンヌ・ダルク（デュノワ伯〈チェッキー・カリョ〉）※日本テレビ版
- 13日の金曜日 PART8 ジェイソンN.Y.へ（ニューヨークのコック）※ソフト版
- ジョーズ（マーティン・ブロディ署長〈ロイ・シャイダー〉）※ソフト版
- ジョーズ'87 復讐篇（ジェイク〈マリオ・ヴァン・ピーブルズ〉）※テレビ朝日版
- ジョーズ・アパートメント（ウォルター・シット）
- 白いドレスの女（マイケル・グレン）
- シンデレラ・ボーイ（ディーン・ラムジー）
- 新ポリス・ストーリー（ウォン・ヤッフェイ〈ロー・カーイン〉）※フジテレビ版
- 新・幽幻道士 立体奇兵（安道士）
- 酔拳2（ヘンリー〈ホスン・パク〉）※フジテレビ版
- 推定無罪（トミー・モルト〈ジョー・グリファシ〉）※ソフト版
- 推定有罪（ロン・ダンジェロ〈マーク・メトカーフ〉）※NHK版
- スカーフェイス（マニー・リベラ〈スティーヴン・バウアー〉）※テレビ東京版
- スカーレット&ブラック（ジャック・マニング中尉〈ジョン・テリー〉）
- スクリーマーズ（チャック・エルバラク）※VHS版
- スター・ウォーズ エピソード5/帝国の逆襲（マッケイ准尉〈マーク・カプリ〉、ウェッジ・アンティリーズ〈デニス・ローソン〉）※日本テレビ版
- スターゲイト（コワルスキー中尉〈ジョン・ディール〉）※フジテレビ版
- スタンドアップ（ドン・ピアーソン）
- スティーヴン・キング/痩せゆく男（マイク・ヒューストン医師）
- ストランデッド（フィデル・ロドリゴ〈ジョアキム・デ・アルメイダ〉）
- ストレンジ・デイズ（フィロ・ガント〈マイケル・ウィンコット〉）
- スネーク・フライト（スティーヴン・プライス博士）
- スパイ・エンジェル グラマー美女軍団（デガ〈エリック・エストラーダ〉）
- スペース・ジャム（ペペ・ル・ピュー〈モーリス・ラマーシュ〉）
- スラップ・ショット（ニック、チャーリー〈マシュー・カウルズ〉）※フジテレビ版
- スリー・リバーズ（ジミー・テディロ〈ロバート・パストレリ〉）※フジテレビ版
- 世紀の冤罪 ドミニシ事件（シャペル〈フランシス・フラパット〉）※NHK-BS2版
- 西部戦線異状なし（ヒンメルストス）※BD版
- セルラー（イーサン〈ジェイソン・ステイサム〉）※テレビ朝日版
- 卒業（学生2）※TBS版
- ソルジャー（トッド3465〈カート・ラッセル〉）※ソフト版
- ダークエンジェル（レイ・ターナー刑事）
- ダーククリスタル ※フジテレビ版
- ダーク・ファイター8（フランク・デイヴィス〈ロス・ハーゲン〉）※テレビ東京版
- ダークマン（ルディ・グズマン）※VHS版
- ダーティハリー5（アッカーマン警部補〈マイケル・グッドウィン〉）
- ダーティファイター 燃えよ鉄拳（パトリック・スカーフ）
- ターミナル・ベロシティ（カー〈クリストファー・マクドナルド〉）※ソフト版
- ダイ・ハード（リトル・ジョンソン〈グランド・L・ブッシュ〉）※テレビ朝日版
- 太陽がいっぱい（フレディ・マイルズ〈ビル・カーンズ〉）※テレビ東京版
- 脱走山脈（バーナード）※TBS版
- ダニエル・スティール/愛の決断（スティーブン〈ケヴィン・キルナー〉）※テレビ東京版
- 007シリーズ
  - 007は二度死ぬ（タイガー田中〈丹波哲郎〉）※ソフト版
  - 007 死ぬのは奴らだ（タクシー運転手）※TBS新録版
  - ネバーセイ・ネバーアゲイン（フォーセット〈ローワン・アトキンソン〉）※機内上映版
  - 007 消されたライセンス（ジェームズ・ボンド〈ティモシー・ダルトン〉）※機内上映版[30]、（エド・キリファー〈エヴェレット・マッギル〉）※TBS版
  - 007 トゥモロー・ネバー・ダイ（エリオット・カーヴァー〈ジョナサン・プライス〉）※ソフト版、（スタンパー〈ゲッツ・オットー〉）※フジテレビ版
- ダブル・ビジョン（ケヴィン・リクター〈デヴィッド・モース〉）
- タワーリング・インフェルノ（ロバート・ワグナー）※TBS版、（マーク・パワーズ）※日本テレビ版
- 団塊ボーイズ（ジャック〈レイ・リオッタ〉）
- ダンボドロップ大作戦（デヴィッド・プール〈デニス・リアリー〉）
- 地下室の悪夢（ホール〈デヴィッド・アンドリュース〉）※テレビ東京版
- チャイニーズ・ゴースト・ストーリー（ハーハウ）※ソフト版
- チャイニーズ・ゴースト・ストーリー2（フー隊長〈レイ・チーホン〉）※ソフト版
- チャイルド・プレイ2（マットソン〈グレッグ・ジャーマン〉）
- チャック・ノリスの 地獄のヒーロー2（デヴィッド・ネスター大尉〈スティーヴン・ウィリアムズ〉）
- チャプター27（ジョン・レノン〈マーク・リンゼイ・チャップマン〉）
- 超時空兵団APEX（シェパード）
- ツインズ（ウェブスター〈マーシャル・ベル〉）※テレビ朝日版
- D.N.A.II（カール・ウェッシンガー博士〈ユルゲン・プロホノフ〉）※ソフト版
- デイ・アフター・トゥモロー（ドレイク大統領〈ペリー・キング〉）※テレビ朝日版
- デイズ・オブ・サンダー（ラウディ・バーンズ〈マイケル・ルーカー〉）※TBS版
- テキサスSWAT
- デス・ハント（ヘイゼル〈エド・ローター〉）
- デス・ミッション/怒りの戦場（バーンズ一等軍曹〈フレッド・ドライヤー〉）※テレビ東京版
- デスランド（ライアン・コーダー〈ヴィンセント・スパーノ〉）
- デッドフォール（フェイス〈ロバート・ツダール〉）※テレビ朝日版
- 鉄の顔を持つ男（スペンス警部補）
- デトネーター（フリント〈マイケル・ブランドン〉）※テレビ東京版
- デビル（ビリー・バーク〈トリート・ウィリアムズ〉）※ソフト版
- デルタ・フォース（ピート・ピーターソン〈ウイリアム・ウォーレス〉）
- デルタフォース2（ボビー・チャベス少佐〈ポール・ペリ〉）
- テロリスト・ゲーム2/危険な標的（ルイ・アルマンド）※フジテレビ版
- トーク・レディオ（バリー・シャンプレーン〈エリック・ボゴシアン〉）
- トータル・リコール（ダグラス・クエイド / ハウザー〈アーノルド・シュワルツェネッガー〉）※機内上映版[31]
- トゥルーナイト（マラガント〈ベン・クロス〉）
- ドッグ・ショウ!（ハーラン・ペッパー〈クリストファー・ゲスト〉）
- トップガン（アイスマン〈ヴァル・キルマー〉）※フジテレビ版
- トルネード 地球崩壊のサイン（ユルゲン・ベルガー）※テレビ朝日版
- 9デイズ（ローランド・イェーツ〈ジョン・スラッテリー〉）※テレビ朝日版
- ナインハーフ（マイケル）
- ナインハーフ2（ヴィットリオ・ダシルヴァ〈スティーヴン・バーコフ〉）
- ナバロンの要塞（ブラウン無線兵〈スタンリー・ベイカー〉）※テレビ東京版
- 2010年（オルロフ博士）※テレビ朝日版
- ニューヨーク東8番街の奇跡（カルロス〈マイケル・カーマイン〉[32]）※ソフト版
- ネイビー・シールズ（デイン〈ビル・パクストン〉）※VHS版
- ネバーエンディング・ストーリー 第2章（バーニー・ブックス〈ジョン・ウェズリー・シップ〉）※ソフト版
- ノーカントリー（ルウェリン・モス〈ジョシュ・ブローリン〉）
- バーシティ・ブルース（ジョー・ハーバー〈リチャード・ラインバック〉）
- ハード・プレイ（ロバート）
- バートン・フィンク（ベン・ガイズラー〈トニー・シャルーブ〉）※VHS版
- ハーレム・ナイト（リッチー・ヴェント）※ソフト版
- ハイランダー 悪魔の戦士（ガーフィールド）
- 白鯨（エライジャ〈ロイヤル・ダノ〉）※TBS版
- パシフィック・ハイツ（カーター・ヘイズ〈マイケル・キートン〉）
- バック・イン・ザ・USSR（ギヨルギ〈ラヴィル・イシヤノフ〉）※VHS版
- バックドラフト（スティーヴン・マカフレイ〈カート・ラッセル〉）※フジテレビ版
- バック・ビート（ジョージ・ハリソン）
- バックマン家の人々（ラリー〈トム・ハルス〉）※VHS版
- バックラッシュ（チャン〈ケイリー＝ヒロユキ・タガワ〉）
- ハットしてキャット（クイン〈アレック・ボールドウィン〉）
- バッドボーイズ2バッド（アレクセイ〈ピーター・ストーメア〉）※テレビ朝日版
- パトリオット（ウィリアム・ダビントン大佐〈ジェイソン・アイザックス〉）※テレビ東京版
- パトリオット・ゲーム（ロバート〈サミュエル・L・ジャクソン〉、チャーリー・デューガン）※ソフト版
- バトルガンM‐16（ジェシー〈ティム・ラス〉）
- バトルランナー（キャプテン・フリーダム〈ジェシー・ベンチュラ〉）※テレビ朝日版
- パニック・イン・スタジアム（スティーヴ〈デビッド・ジャンセン〉）※テレビ朝日版
- ハムナプトラ/失われた砂漠の都（アーデス・ベイ〈オデッド・フェール〉）※ソフト版
- ハムナプトラ2/黄金のピラミッド（アーデス・ベイ〈オデッド・フェール〉）※ソフト版
- 遥かなる大地へ（スティーブン〈トーマス・ギブソン〉）
- ハンター（ロッコ・メイソン〈トレイシー・ウォルター〉）※テレビ朝日版
- バンディダス（ビル・バック〈サム・シェパード〉）
- ハンバーガー・ヒル（エイブラハム・“ドク”・ジョンソン〈コートニー・B・ヴァンス〉）
- 羊たちの沈没（アントニオ・モーテル〈エッジオ・グレッジオ〉）
- 陽のあたる教室（ビル・マイスター〈ジェイ・トーマス〉）※テレビ朝日版
- ピンクの豹（チャールズ・リットン卿〈デヴィッド・ニーヴン〉）※テレビ東京版
- ファースト・ミッション（カム・ティンチェン〈ジェームス・ティエン〉）
- ファイヤークラッシュ/灼熱のカタストロフ（ジョー・ナイトトレイル〈ウェス・ステュディ〉）
- フェイス/オフ（ディートリッヒ・ハスラー〈ニック・カサヴェテス〉）※フジテレビ版
- フォース（ジェームズ・バロン）
- ふたり（行商人）※TBS版
- プライベート・ライアン（フレッド・ハミル大尉〈テッド・ダンソン〉）※ソフト版
- プラクティカル・マジック（ゲーリー・ハレット〈エイダン・クイン〉）
- ブラジルから来た少年（フリードリッヒ・ヘッセン）
- ブラッド（クライド・ローリンズ〈マイケル・チクリス〉）
- フリッパー（ダーク・モラン〈ジョナサン・バンクス〉）
- プリンス・オブ・ペルシャ/時間の砂（ニザム〈ベン・キングズレー〉）
- ブルース・ブラザース（マケルロイ〈チャールズ・ネイピア〉）※BD版
- プルートで朝食を（ウォリス巡査〈イアン・ハート〉）
- フル・ブラスト（デングラー〈ランス・ヘンリクセン〉）
- ブレードランナー ファイナル・カット（ロイ・バッティ〈ルトガー・ハウアー〉）※ザ・シネマ版
- ブレイド3（ドレイク〈ドミニク・パーセル〉）※ソフト版、テレビ東京版
- プレジデントマン/地獄のステルスコマンド（ヴィン・トラン将軍〈スーン＝テック・オー〉）※テレビ東京版
- フレッチ登場!/5つの顔を持つ男（カルカラス・エンタビー）※VHS版
- フレンジー（オックスフォード警部〈アレック・マッコーエン〉）※BD版
- フレンチ・キス（チャーリー〈ティモシー・ハットン〉）※ソフト版
- ベイビー、ウォンテッド!（エリス・ヘイドン）
- ペイルライダー（ジョシュ・ラフッド〈クリス・ペン〉）
- ベスト・キッド2（チョーゼン〈ユウジ・オクモト〉）※フジテレビ版
- ベティ・ルーは犯罪者?（ビリー・ボディーン〈ウィリアム・フォーサイス〉）
- ヘルボーイ（ヘルボーイ〈ロン・パールマン〉）
- ヘルボーイ/ゴールデン・アーミー（ヘルボーイ〈ロン・パールマン〉）
- ペンタグラム/悪魔の烙印（オリー・フランクリン〈ミケルティ・ウィリアムソン〉）※VHS版
- ボーン・アイデンティティー（ニクワナ・ウァムボージー〈アドウェール・アキノエ＝アグバエ〉）※フジテレビ版
- ボーン・コレクター（ポーリー・セリート〈エド・オニール〉）※ソフト版
- 暴走機関車（デイブ・プリンス）※TBS版
- 星の王子 ニューヨークへ行く（アキーム王子/クラレンス/ランディ・ワトソン/ソール〈エディ・マーフィ〉）※ソフト版
- ポストモーテム 〜検死台〜（バランタイン）
- ホスピタル・インフェルノ/戦慄の超電子頭脳（ギルズ・ドドソン院長〈デヴィッド・マッカラム〉）※テレビ東京版
- 墨攻（梁王〈ワン・チーウェン 〉）
- ボディ・ターゲット（ダンストン〈テッド・レヴィン〉）※テレビ朝日版
- 炎のエクスタミネーター/非情の黙示録（ウォン〈ハイン・S・ニョール〉）
- ボビー（ジャック・スティーブンス〈マーティン・シーン〉）
- ポリスアカデミー（カイル・ブランクス）
- ポリスアカデミー3 全員再訓練!（ダグラス・ファックラー〈ブルース・マーラー〉）
- ポリス・ストーリー/香港国際警察（ダニー）※テレビ朝日版、（マオ刑事〈ケン・トン〉[33]）※フジテレビ版
- 香港極楽コップス/俺たちに明日はある!?（ロイ〈ローウェル・ロー〉）
- マーキュリー・ライジング（アート・ジェフリーズ〈ブルース・ウィリス〉）※ソフト版
- マーフィの戦い
- マッドマックス/サンダードーム（ブラックフィンガー〈ジョージ・スパーテルズ〉）※フジテレビ版
- 真夜中の記憶（スピロス〈タアオ・ペングリス〉）
- マリー・アントワネットの首飾り（ルイ・ド・ロアン枢機卿〈ジョナサン・プライス〉）
- マンハッタン無宿（ジョン〈シーモア・カッセル〉、オメガ）※日本テレビ版
- ミシシッピー・バーニング（クリントン・ペル〈ブラッド・ドゥーリフ〉）※ソフト版
- MR.デスティニー（ラリー・ジョセフ・バロウズ〈ジェームズ・ベルーシ〉）
- ミッション・トゥ・マーズ（ウッディ・ブレイク〈ティム・ロビンス〉）
- ミッドナイトクロス（マッキー刑事）※テレビ朝日版
- 未来警察（ジョンソン〈クリス・マルケイ〉）
- 未来は今（チーフ〈ジョン・マホーニー〉）※パイオニアLDC版
- ミラクルマスターII/L.A.時空大戦（ダール〈マーク・シンガー〉）
- みんなのうた（アラン・バロウズ〈クリストファー・ゲスト〉）
- メタル・ブルー（グレイヴス〈クラーク・ジョンソン〉）
- メン・イン・ブラック3（ヤング・エージェントK〈ジョシュ・ブローリン〉）
- メン・オブ・ウォー（キーファー〈トレヴァー・ゴダード〉）
- モー・マネー（キース・ヘディング〈ジョン・ディール〉）
- もういちど殺して（ヴィンス・ミラー〈マイケル・マドセン〉）※TBS版
- 燃えよドラゴン（リー〈ブルース・リー〉）※TBS版
- 燃えよ!ピンポン（フェン〈クリストファー・ウォーケン〉）
- 目撃（ビル・バートン〈スコット・グレン〉）※テレビ朝日版
- モンスター・トーナメント　世界最強怪物決定戦（バズ・チェンバース〈デイヴ・フォーリー〉）
- 野獣教師（ホラン〈ウィリアム・フォーサイス〉）※フジテレビ版
- 誘拐犯（ハロルド・ロングポー〈ベニチオ・デル・トロ〉）
- 勇気あるもの（キャス曹長〈グレゴリー・ハインズ〉）
- 夕陽のガンマン（エル・インディオ〈ジャン・マリア・ヴォロンテ〉）※ソフト版
- ユニバーサル・ソルジャー（ペリー大佐〈エド・オロス〉）※テレビ朝日版
- ユン・ピョウ in ドラ息子カンフー（ルン・イータイ〈ラム・チェンイン〉）※VHS版
- ラストサマー3（デイヴィス保安官）
- ラスト・ソルジャー（ウー〈ドゥ・ユーミン〉）
- ラストマン・スタンディング（フィン〈パトリック・キルパトリック〉）※テレビ朝日版
- ラスベガスをやっつけろ（ドクター・ゴンゾー / オスカー・Z・アコスタ〈ベニチオ・デル・トロ〉）※旧ソフト版
- ラブ & ドラッグ（スタン・ナイト博士〈ハンク・アザリア〉）
- リアル・ブラッド（ボイド〈マイケル・ビーン〉）
- リクルート（ウォルター・バーク〈アル・パチーノ〉）
- リバー・ランズ・スルー・イット（ナレーター〈ロバート・レッドフォード〉）
- リボルバー（ドロシー・マカ〈レイ・リオッタ〉）
- 略奪者（ノア〈ジョアキム・デ・アルメイダ〉）
- レインディア・ゲーム（ガブリエル〈ゲイリー・シニーズ〉）※ソフト版
- レッド・バロン（ヴェルナー・フォス〈スティーヴン・マクハティ〉）
- レッドブル（サリム）※テレビ朝日版
- ローズ・レッド:ザ・ビギニング（ジョン・リンバウアー）
- RONIN（ヴァンサン〈ジャン・レノ〉）※フジテレビ版
- ロザリンとライオン（ブラカール）
- ロサンゼルス（ニルヴァーナ）※テレビ朝日版
- ロックンローラ（ユーリ・オモヴィッチ〈カレル・ローデン〉）
- ロボコップ2（ロボコップ / アレックス・マーフィ〈ピーター・ウェラー〉）※20世紀フォックス版
- ロボコップ3（ロボコップ / アレックス・マーフィ〈ロバート・ジョン・バーク〉）※ソフト版
- ロング・ライダーズ（エド・ミラー〈デニス・クエイド〉）
- ワイアット・アープ ※テレビ東京版
- ワイルドエンジェル（悪徳軍人）
- ワイルド・リベンジ 復讐の絆（クリスチアーニ〈ジャン・レノ〉）
- わかれ路（ヴィンセント・イーストマン〈リチャード・ギア〉）
- ワンス・アポン・ア・タイム・イン・アメリカ（バグジー〈ジェームズ・ルッソ〉）※テレビ朝日版

#### ドラマ
- アガサ・クリスティー ミス・マープル
  - 牧師館の殺人（レナード・クレメント牧師〈ティム・マッキナリー〉）
  - スリーピング・マーダー（ケルヴィン・ハリデイ）
  - バートラム・ホテルにて（ミッキー・ゴーマン〈ヴィンセント・リーガン〉）
- アメリカン・ヒーロー #18（ユージーン・ヴェイル）
- アルフ シーズン1 #9（アニマル）
- ER緊急救命室
  - シーズン3（グレッグ・フィッシャー〈ハリー・J・レニックス〉）、#15（警察の声）
  - シーズン9 #16（ミッチ・パルニック〈ジェフ・ペリー〉）
  - シーズン13（ウオルトン〈グレゴリー・ワグロウスキー〉）
- 宇宙へ 〜冷戦と二人の天才〜（ナレーター）
- F/X 新たなる罠（ジョン・ダーマン〈キム・コーツ〉）
- エンジェル シーズン1 #1（ラッセル・ウィンターズ）
- 俺がハマーだ!
  - シーズン1 #8（殺し屋）
  - シーズン2 #9（ゼフ・キャンベル〈バッド・コート〉）
- キャッスル 〜ミステリー作家は事件がお好き（ボビー・マン）
- 刑事コロンボシリーズ
  - 刑事コロンボ 殺人処方箋（警官）※日本テレビ版
  - 刑事コロンボ もう一つの鍵（警官）
  - 刑事コロンボ パイルD-3壁（作業員）
  - 刑事コロンボ アリバイのダイヤル（旅行代理店の事務員）
  - 刑事コロンボ 白鳥の歌（TVカメラマン）
  - 新・刑事コロンボ 華麗なる罠（ヴァレンタイン）
  - 新・刑事コロンボ 初夜に消えた花嫁（ルドルフ・アーノルド・ストラッサ）
- 刑事ナッシュ・ブリッジス シーズン2 #22（セドリック・ホークス〈フィリップ・マイケル・トーマス〉）※テレビ東京版
- ケインとアベル（ジャック・トーマス）
- こちらブルームーン探偵社 シーズン3 #5（レイ・アダムソン〈リチャード・ベイマー〉）
- ザ・シークレット・エージェント4（マーシャル・ギルダー〈ジョン・デ・ランシー〉）
- ザ・シールド ルール無用の警察バッジ（ヴィック・マッキー〈マイケル・チクリス〉）
- 三国志演義（孫堅文台、趙雲子龍〈壮年期〉、候永生）※NHK-BS2版
- ジム・ヘンソンのストーリーテラー（ライオン）
- シャーロック・ホームズの冒険 孤独な自転車乗り（酒場の主人）
- 上海灘（リキ〈レイ・ロイ〉）
- 主任警部モース 死者たちの礼拝（ハリー・ジョーゼフス）
- 新アウターリミッツ（マイケル・オルダーズ博士〈ミケルティ・ウィリアムソン〉、ウェップス中佐〈グラハム・グリーン〉、マーロン〈ロディ・パイパー〉、ウェイン・ハリス〈ブレント・ステイト〉）
- 新スパイ大作戦（エルンスト・グラフ）
- スター・トレック ディープ・スペース・ナイン（ヴリーナック）
- スター・トレック ヴォイジャー（クレル・モセット）
- 青春の城 コビントン・クロス（騎士〈レイ・トリケット〉、マルタン〈ジェラール・ディミグリオ〉）
- ターザンの大冒険（タースク）※NHK-BS2版
- 第一容疑者2 顔のない少女（フランク・バーキン）
- 探偵レミントン・スティール シーズン4 #20（ピッツバーグ・フィル）
- CHASE/逃亡者を追え!（ジャック・ドラガン〈ロバート・ネッパー〉）
- 超音速攻撃ヘリ エアーウルフ
  - パイロット版（チャック・ゴードン）
  - シーズン2 #9（空港警備員〈ダーウィン・ジョストン〉）
  - シーズン3 #3（ロジャース）、#10（ダオ・ヴァン・ラト〈ジョージ・チェン〉）
- ドールハウス Dollhouse（ボイド・ラングトン〈ハリー・J・レニックス〉）
- 特捜刑事マイアミ・バイス
  - シーズン1 #7（レスター・コスコ〈ジュリオ・オスカー・メチョソ〉）、#13（アルバート・ザルボ）、#16（ライル〈デヴィッド・ソーントン〉）、#17（ペピ）
  - シーズン2 #3（マニュエル）、#17（シラト・バンディ）
  - シーズン3 #7（リックルズ〈スティーヴ・ブシェミ〉）、#17（ザビエ・カルデロン）
- ドクタークイン 大西部の女医物語（バイロン・サリー〈ジョー・ランドー〉）
- 特攻野郎Aチーム
  - シーズン4 #5（リック・ジェームス）、#7（カイル・ラドウィッグ〈ウィングス・ハウザー〉）
  - シーズン5（フランキー・サンタナ〈エディ・ベルツ〉）
- ナイトライダー
  - シーズン2 #9（クレイ・キャラン〈ロバート・レイノルズ〉）
  - シーズン3 #2（フェローズ医師〈ジュリアン・バーンズ〉）
  - シーズン3 #9（ボビー・ペル〈アンソニー・ジェームズ〉）
  - シーズン4 #2（ジュリアン・マーチン〈ダニエル・ファラルド〉）
  - シーズン4 #8（ジョナサン・タンケル〈クリフ・カーネル〉）
- ハーパーズ・アイランド 惨劇の島（ジョン・ウェイクフィールド）
- バーン・ノーティス 元スパイの逆襲（レイエス誘拐犯のボス）
- ハイテク武装車バイパー（ジュリアン・ウィルクス博士〈ドリアン・ヘアウッド〉）
- ハローアインシュタイン 遥かなる宇宙へのメッセージ（コンラッド・ハビヒト）
- 犯罪捜査官 アナ・トラヴィス（チャールズ・ウィッケナム）
- ヒルストリート・ブルース（ニール・ワシントン）
- ふたりは最高!ダーマ&グレッグ シーズン2 #22（アビーの父）
- フラグルロック（家来）
- ブルーサンダー #1（P.V.C.〈リチャード・リンチ〉）
- フリッパー シーズン1 #5・6（タイレル・パーソンズ）
- フルハウス シーズン2 #20（クチネロ）
- ベイウォッチ（ミッチ・ブキャナン〈デビッド・ハッセルホフ〉）※テレビ東京版
- 冒険野郎マクガイバー
  - シーズン1 #11（カート・ニールソン）
  - シーズン2 #19（サラザール大佐）
- 炎のテキサス・レンジャー（コーデル・ウォーカー〈チャック・ノリス〉）
- マックス・ヘッドルーム（エディスン・カーター〈マット・フリューワー〉）
- ミス・マープル バートラム・ホテルにて（ラジスラウス・マリノスキー）
- 名探偵モンク7（ケネス・ニコルズ）
- モビー・ディック（スターバック〈テッド・レヴィン〉）
- ヤングライダーズ シーズン1 #10（ライアン大尉）
- ライ・トゥ・ミー 嘘は真実を語る（バーナード・ディロン）
- ロボコップ（クレイ・マラード博士〈クリフ・デ・ヤング〉）※ソフト版

#### アニメ
- スーパーナチュラル（ボビー・シンガー）
- トイ・ストーリーシリーズ（グリーン・アーミー・メン軍曹〈声：R・リー・アーメイ〉）
  - トイ・ストーリー
  - トイ・ストーリー2
  - スペース・レンジャー バズ・ライトイヤー 帝王ザーグを倒せ!
  - トイ・ストーリー3
- ルイスと未来泥棒（アートおじさん）

### CD
- ストリートファイターZERO 外伝 〜春麗旅立ちの章〜（ゴウケン、NA）
- タイムクライシス（ワイルド・ドッグ）
- マップスサントラCD（カリオン）

### 特撮
- 超星神シリーズ
  - 超星神グランセイザー（ベルゼウスの声）
  - 幻星神ジャスティライザー（カイザーハデスの声）

### テレビドラマ
- やまとなでしこ（桜子宅隣人）※第5話ゲスト
- キューティーハニー THE LIVE（如月光史郎博士）※声と後ろ姿のみ出演
- TRICK 新作スペシャル2（2010年5月15日、テレビ朝日）

### その他コンテンツ
- 大阪市営地下鉄御堂筋線新大阪駅・千里中央方面行列車接近放送（1980年頃 - 1986年）
- ワック株式会社 海上自衛隊50周年 国際観艦式全記録（ナレーション）
- JAL TV 新「JALグループ」ブランドアイデンティティ発表（ナレーション）
- デアゴスティーニ・ジャパン『週刊 スタートレック ファクトファイル』CM（ナレーション）
- 爆!爆!爆笑問題（ナレーション）
- スーパーSEIYU、スーパーSUNNY CM（ナレーション）
- 映画『メン・イン・ブラック3』CM（ナレーション）
- 忠臣蔵外伝 薄桜記（ナレーション）※テレビ東京時代劇スペシャル
- しまじろうのわお!（みわたすのき）※コーナーナレーション
- ALLDAYS 二丁目の朝日（ナレーション）
- 東京ディズニーシー『トイ・ストーリー・マニア!』（グリーン・アーミー・メン軍曹）
- 日本マクドナルド『マクドナルドハッピーセット』CM（グリーン・アーミー・メン軍曹）

## 後任
谷口の没後、持ち役を引き継いだ人物は以下の通り。
| 後任       | 役名                         | 概要作品                                        | 後任の初担当作品                  |
| ---------- | ---------------------------- | ----------------------------------------------- | --------------------------------- |
| 小杉十郎太 | 神 / 主                      | 『よんでますよ、アザゼルさん。』                | 『よんでますよ、アザゼルさん。Z』 |
| 小杉十郎太 | リー                         | 『燃えよドラゴン』TBS版                         | WOWOW版追加収録部分               |
| 菅生隆之   | 宇宙人ジョーンズ             | 『宇宙人ジョーンズの地球調査シリーズ』          | 『大相撲篇』                      |
| 金尾哲夫   | ウィーヴァー隊長             | 『フォーリング スカイズ』                       | シーズン2                         |
| 辻親八     | ボビー・シンガー             | 『スーパーナチュラル』                          | シーズン8第19話                   |
| 小川真司   | ボビー・シンガー             | 『スーパーナチュラル』                          | シーズン10第17話                  |
| 田中正彦   | マオ刑事                     | 『ポリス・ストーリー/香港国際警察』フジテレビ版 | BD版追加収録部分                  |
| 内田直哉   | モンブラン・クリケット       | 『ONE PIECE』                                   | 『ONE PIECE エピソードオブ空島』  |
| 玉野井直樹 | グリーン・アーミー・メン軍曹 | 『トイ・ストーリーシリーズ』                    | 『ディズニー・オン・アイス』      |
| 斉藤次郎   | 時雨                         | 『幽☆遊☆白書』                                  | 『幽☆遊☆白書 100%本気バトル』     |
| 沢木郁也   | ゲイリー・ミッチェル         | 『ファイヤーウォール』テレビ朝日版              | WOWOW版追加収録部分               |